# Franz-Theodor-Csokor-Preis
Der Franz-Theodor-Csokor-Preis ist ein Literaturpreis, der in unregelmäßigen Abständen vom österreichischen PEN-Zentrum für ein Lebenswerk verliehen wird. Der Preis ist nach dem Schriftsteller und Humanisten Franz Theodor Csokor benannt, der langjähriger Präsident des Österreichischen PEN-Clubs war.

## Preisträger
- 1969: Pavel Kohout
- 1970: Wolfgang Bauer
- 1972: Thomas Bernhard
- 1975: György Sebestyén
- 1979: Fritz Hochwälder
- 1987: Joseph Zoderer
- 1988: Kurt Klinger
- 1998: Herbert Berger
- 2006: Friedrich Ch. Zauner
- 2007: Adam Zielinski
- 2014: Peter Paul Wiplinger
- 2017: Ilse Tielsch
- 2018: Alois Brandstetter[1]
- 2022: Karl Lubomirski